# PGC 69533
PGC 69533 = UGC 12158 ist ein hervorragendes Beispiel für eine Balken-Spiralgalaxie in der Hubble-Sequenz. Balkenspiralen zeichnen sich, wie der Name schon sagt, durch spektakuläre, wirbelnde Arme aus Sternen aus, die von einem balkenförmigen Zentrum ausgehen. Solche Balkenstrukturen sind weit verbreitet und kommen in etwa zwei Dritteln der Spiralgalaxien vor. Man nimmt an, dass sie als Trichter fungieren, die Gas zu ihren galaktischen Zentren leiten, wo es sich ansammelt, um neugeborene Sterne zu bilden. Es handelt sich dabei nicht um dauerhafte Strukturen: Astronomen gehen davon aus, dass sie sich im Laufe der Zeit langsam auflösen, so dass sich die Galaxien schließlich zu regelmäßigen Spiralen entwickeln.
Das Aussehen einer Galaxie ändert sich im Laufe von Millionen von Jahren nur wenig, aber dieses Bild enthält auch einen kurzlebigen und brillanten Eindringling – der helle blaue Stern links unten im Zentrum der Galaxie unterscheidet sich deutlich von den verschiedenen Sternen im Vordergrund des Bildes. Es handelt sich dabei um eine Supernova in der Galaxie, die etwa 424 Millionen Lichtjahre von der Milchstraße entfernt ist. Diese Sternexplosion mit der Bezeichnung SN 2004ef wurde erstmals im September 2004 von zwei britischen Amateurastronomen entdeckt, und die hier gezeigten Hubble-Daten sind Teil der Folgebeobachtungen.
Diese Galaxie wird oft als Beispiel für eine Galaxie genennant, die der Milchstraße weitgehend ähnelt und einen ähnlichen Zentralbalken, eine ähnliche Struktur der Spiralarme sowie eine ähnliche Sternentstehungsrate aufweist. Allerdings ist sie ca. 40 % größer als die Michsstraße.